# Stari Piniguer
Stari Piniguer (en rus: Старый Пинигерь) és un poble de l'óblast de Kírov, a Rússia, segons el cens del 2010 tenia 1.162. Pertany al districte (raion) de Viàtskie Poliani.